# Kościół świętych Cyryka i Julity w Rzymie
Kościół świętych Cyryka i Julity w Rzymie (wł. Chiesa dei Santi Quirico e Giulitta) – rzymskokatolicki kościół tytularny w Rzymie.
Świątynia ta jest kościołem rektoralnym parafii Santa Maria ai Monti oraz kościołem tytularnym.

## Lokalizacja
Kościół znajduje się w I Rione Rzymu – Monti przy Via di Tor de’ Conti 31/A. Świątynia jest zlokalizowana za Forum Augusta.

## Patroni
Patronami świątyni są święci Julita i Cyryk – matka i bardzo młody syn, którzy ponieśli śmierć męczeńską za wiarę chrześcijańską w IV wieku w Tarsie.

## Historia
Pierwszy kościół w tym miejscu został zbudowany w VI wieku za pontyfikatu papieża Wigiliusza, który (według starodawnego epigrafu) w świątyni tej poświęcił ołtarz dedykowany świętym diakonom Szczepanowi i Wawrzyńcowi. Dedykacja kościoła świętym Cyrykowi i Julicie po raz pierwszy pojawiła się w Itinerarium z Einsiedeln z VIII wieku.
Na początku XII wieku dobudowano dzwonnicę. W 1475 roku dokonano renowacji kościoła pod kierunkiem Baccio Pontelli. Z kolei w 1584 roku przeprowadzono zmianę orientacji kościoła – został obrócony o 180 stopni. W 1608 roku na polecenie papież Pawła V nastąpiły kolejne zmiany: podniesiono poziom podłogi (w celu rozwiązania problemu wody wlewającej się do kościoła) oraz wybudowano nową fasadę. Za pontyfikatu papieża Urbana VIII odrestaurowano wnętrze i wstawiono nowe ołtarze.
W 1716 roku kościół został zniszczony przez pożar. Papież Innocenty XIII (dla którego wcześniej świątynia ta była kościołem tytularnym) zlecił odbudowę. Ruiny zostały przekazane pod opiekę dominikanom i w 1727 roku rozpoczęła się odbudowa według projektu Filippo Raguzziniego. W 1734 roku odbyło się poświęcenie odbudowanego kościoła. Dominikanie administrowali kościołem do 1921 roku, wówczas został przejęty przez księży diecezjalnych. Parafię istniejącą przy kościele, jako zbyt małą, zlikwidowano w 1910 roku. W 1930 roku pod świątynią prowadzono wykopaliska archeologiczne.
Od 1951 r. kościołem opiekuje się Trzeci Zakon Regularny św. Franciszka. Ostatnia renowacja została przeprowadzona w latach 1965–1970.

## Architektura i sztuka
Wnętrze kościoła jest jednonawowe.
Na sklepieniu centralny fresk z 1856 roku autorstwa Pietro Gagliardi przedstawia Apoteozę św. Cyryka i Julity.
Ołtarz główny pochodzi z 1600 roku, został odrestaurowany w 1736 roku. Cztery alabastrowe korynckie kolumny podtrzymują cztery słupki, wewnętrzna para jest lekko wysunięta do przodu i podtrzymuje segmentowy naczółek z zagłębioną częścią środkową. Obraz ołtarzowy pochodzi z 1631 roku i przedstawia świętych patronów kościoła (jako autora dzieła sugerowano Mattia Preti).

## Muzeum
W krypcie kościoła znajduje się Międzynarodowe Muzeum Szopek Angelo Stefanucciego założone w 1967 roku. Jest to kolekcja wszystkiego, co ma związek z bożonarodzeniowymi szopkami.

## Kardynałowie prezbiterzy
Kościół świętych Cyryka i Julity jest jednym z kościołów tytularnych nadawanych kardynałom-prezbiterom (Titulus Sanctorum Quirici et Iulittae). W 1477 do kościoła tego przeniesiony został stary tytuł kościoła S. Ciriaco alle Terme (Sancti Ciriaci in Thermis). Początkowo jednak zachowano starą denominację, lub stosowano nazwę łączoną S. Ciriaco e Ss. Quirico e Giulitta (Sancti Ciriaci & Sancti Quirici et Iulittae). 13 kwietnia 1587 ostatecznie przyjęto nazwę tytułu kardynalskiego jako Ss. Quirico e Giulitta

### Kardynałowie S. Ciriaco alle Terme
- Konstanty (udokumentowany w 721)
- Prokop (udokumentowany w 743-745)
- Saxolus (udokumentowany w 761)
- Leon (udokumentowany w 853)
- Maio (udokumentowany w 861-869)
- Maryn (w 942)
- Jan (udokumentowany w 1069)
- Romanus (udokumentowany w 1099), w obediencji wibertyńskiej
- Rustico de Rustici (1129-1131)
- Niccolò (1143-1151)
- Lombardo da Piacenza (1171)
- Riccardo di Montecassino OSB (1255?-1259?)
- Étienne de Suisy (1305-1311)
- Guillaume Teste (1312-1326)
- Bernard d'Albi (1339-1349), in commendam (1349-1350)
- Niccolò Caracciolo Moschino OP (1378-1389), w obediencji rzymskiej
- Giovanni Piacentini (1388-1404), w obediencji awiniońskiej
- Cristoforo Maroni (1389-1404), w obediencji rzymskiej
- Johann von Bucka OPraem (1426-1430)
- Dénes Szécsi (1440-1465)
- Thomas Bourchier (1468-1477), od 1477 kardynał prezbiter S. Ciriaco e Ss. Quirico e Giulitta

### Kardynałowie S. Ciriaco e Ss. Quirico e Giulitta
- Thomas Bourchier (1477-1486)
- Bernardino Lunati (1493-1497)
- Pietro Isvalies (1500-1507), in commendam (1507-1511)
- Scaramuccia Trivulzio (1517-1527)
- Agostino Spinola (1527-1534)
- Francesco Cornaro (1534-1535)
- Giacomo Simoneta (1535-1537)
- Girolamo Aleandro (1538)
- Pietro Bembo OSHier (1539-1542)
- Pomponio Cecci (1542)
- Gregorio Cortese OSB (1542-1548)
- Bernardino Maffei (1549-1553)
- Giovanni Andrea Mercurio (1553-1560)
- Ludovico Simonetta (1561-1566)
- Giovanni Francesco Commendone (1566-1574)
- Pedro de Deza (1580-1584)

### Kardynałowie Ss. Quirico e Giulitta
- Alessandro Ottaviano de' Medici (1584-1591)
- Francesco Maria Bourbon del Monte (1591-1592)
- Lucio Sassi (1593-1604)
- Marcello Lante della Rovere (1606-1628)
- Gregorio Naro (1629-1634)
- vacat (1634-1643)
- Angelo Giori (1643-1662)
- Lorenzo Raggi (1664-1679)
- Galeazzo Marescotti (1681-1700)
- vacat (1700-1710)
- Fulvio Astalli (1710)
- Michelangelo Conti (1711-1721)
- Henri-Pons de Thiard de Bissy (1721-1730)
- Troiano Acquaviva d’Aragona (1732-1733)
- Domenico Riviera (1733-1741)
- vacat (1741-1755)
- Luca Melchiore Tempi (1755-1756)
- vacat (1756-1759)
- Giuseppe Alessandro Furietti (1759-176)
- vacat (1764-1817)
- Antonio Lante Montefeltro Della Rovere (1817)
- vacat (1817-1829)
- Giovanni Antonio Benvenuti (1829-1838)
- Gabriele Ferretti (1839-1853)
- vacat (1853-1857)
- Juraj Haulík Váralyai (1857-1869)
- vacat (1869-1877)
- Miguel Payá y Rico (1877-1891)
- Giuseppe Maria Graniello B (1893-1896)
- Salvador Casañas i Pagès (1896-1908)
- vacat (1908-1916)
- Tommaso Pio Boggiani OP (1916-1929)
- vacat (1929-1958)
- Paul Richaud (1958-1968)
- vacat (1968-2007)
- Seán Brady (2007-nadal)